# Oreocarya flavoculata
Oreocarya flavoculata är en strävbladig växtart som beskrevs av A. Nels. Oreocarya flavoculata ingår i släktet Oreocarya och familjen strävbladiga växter. Inga underarter finns listade i Catalogue of Life.